# Nová Víska (Bezvěrov)
Nová Víska je osada, část obce Bezvěrov v okrese Plzeň-sever v Plzeňském kraji. Nachází se asi tři kilometry jihozápadně od Bezvěrova. Nová Víska leží v katastrálním území Žernovník u Dolního Jamného o výměře 6,21 km².

## Historie
První písemná zmínka o vesnici pochází z roku 1506.

## Obyvatelstvo
Při sčítání lidu v roce 1921 zde žilo 88 obyvatel (z toho 43 mužů), z nichž bylo 85 Němců a tři cizinci. Všichni se hlásili k římskokatolické církvi. Podle sčítání lidu z roku 1930 měla vesnice 66 obyvatel německé národnosti a římskokatolického vyznání.
| Rok            | 1869 | 1880 | 1890 | 1900 | 1910 | 1921 | 1930 | 1950 | 1961 | 1970 | 1980 | 1991 | 2001 | 2011 | 2021 |
| -------------- | ---- | ---- | ---- | ---- | ---- | ---- | ---- | ---- | ---- | ---- | ---- | ---- | ---- | ---- | ---- |
| Počet obyvatel | 78   | 94   | 92   | 71   | 98   | 88   | 66   | 0    | 3    | 4    | 0    | 1    | 2    | 5    | 2    |
| Počet domů     | 12   | 12   | 12   | 12   | 13   | 12   | 13   | 7    | 7    | 1    | 0    | 2    | 3    | 4    | 3    |

## Obecní správa
Při sčítání lidu v letech 1869–1930 Nová Víska byla osadou obce Žernovník, se kterým patřila nejprve do okresu Teplá, ale v letech 1900–1930 v okrese Planá. V letech 1950–1975 byla osadou obce Dolní Jamné, se kterým patřil nejprve do okresu Toužim, ale v letech 1961–1975 v okrese Plzeň-sever. Od 1. ledna 1976 je částí obce Bezvěrov v okrese Plzeň-sever.

## Pamětihodnosti
- Kaplička